# Jasieniec
Jasieniec è un comune rurale polacco del distretto di Grójec, nel voivodato della Masovia.
Ricopre una superficie di 107,83 km² e nel 2004 contava 5 353 abitanti.